# Список феміністських поетес

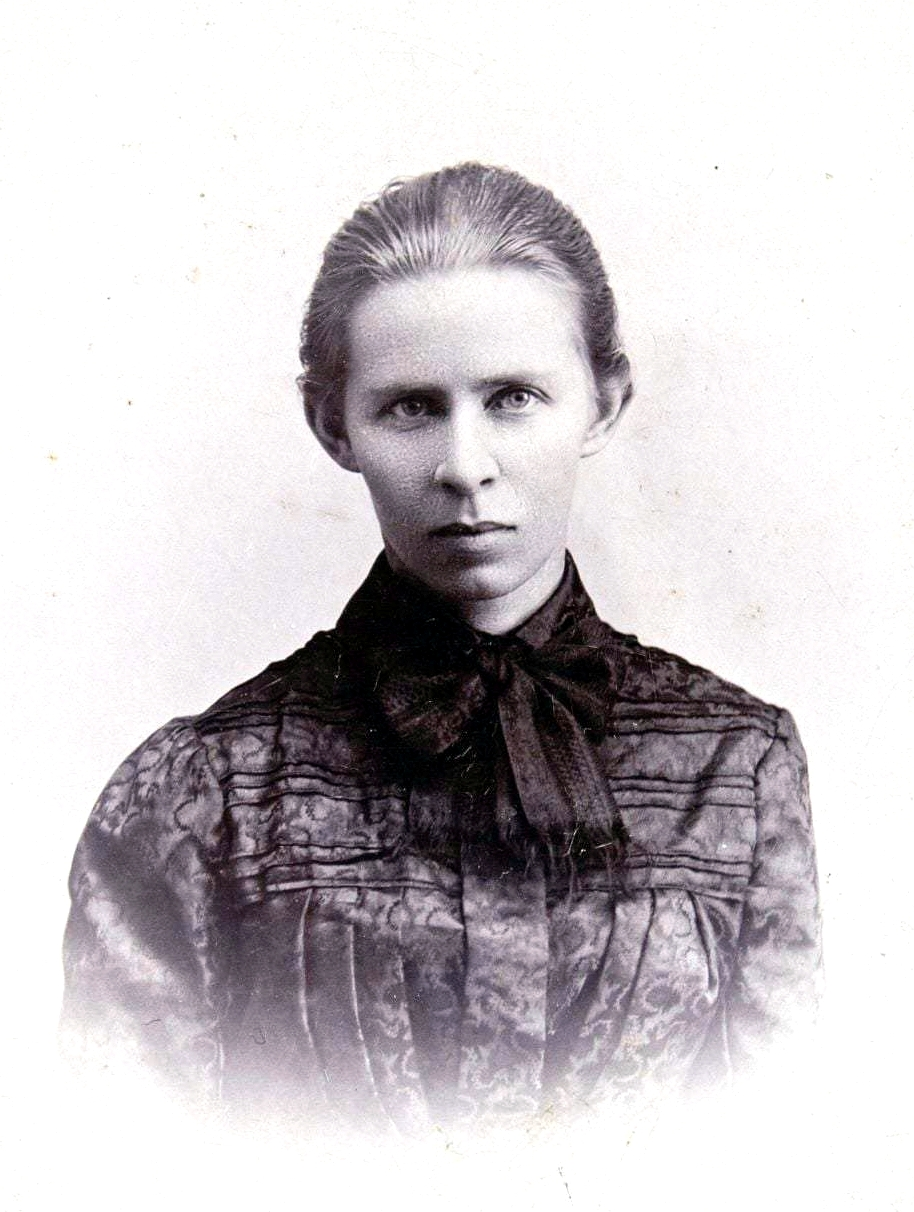
Лариса Косач, 1901 рік

Це неповний список феміністських поетес, тобто мисткинь, які у своїх текстах торкалися тем прав жінок та боротьби за них, насильства проти жінок (сексуального, домашнього, репродуктивного), утиску жінок, нерівності статей; створювали поезію з питомо жіночих досвідів та перспектив (таких, як менструальність, менопауза, материнство, хвороби, які долають жінки); досліджували лесбійство.
Історично література була сферою чоловічого панування, тому будь-яка поезія, написана жінками до доби суфражизму, інколи розглядається як феміністська (див. Феміністський мистецький рух). Найбільш значна частина феміністської поезії стосується текстів, написаних після 1960-х років і другої хвилі феміністського руху, яка вивела жіночі досвіди (womanhood) з тіні.
А Б В Г Ґ Д Е Є Ж З І Ї Й К Л М Н О П Р С Т У Ф Х Ц Ч Ш Щ Ю Я

## Галерея
Вибрані авторки феміністської поезії в порядку року народження.

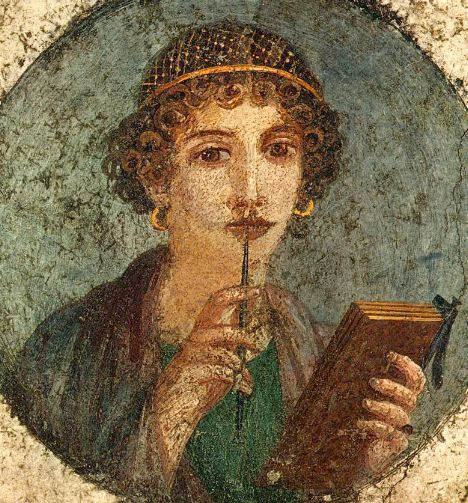
Сапфо (біля 630 р. до н. е.)
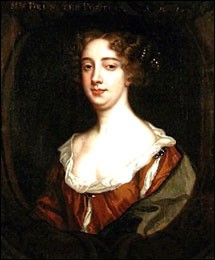
Афра Бен (1640—1689)
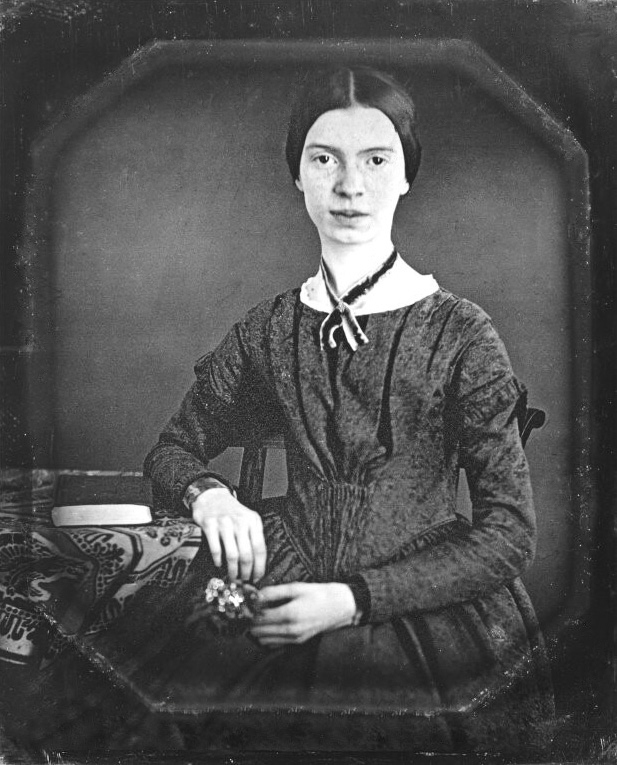
Емілі Дікінсон (1830—1886)
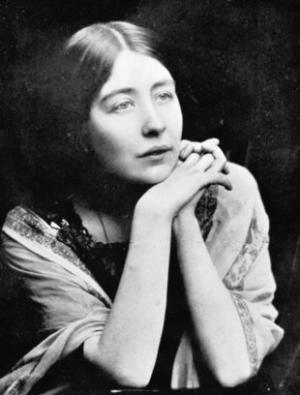
Сильвія Панкгерст (1882—1960)
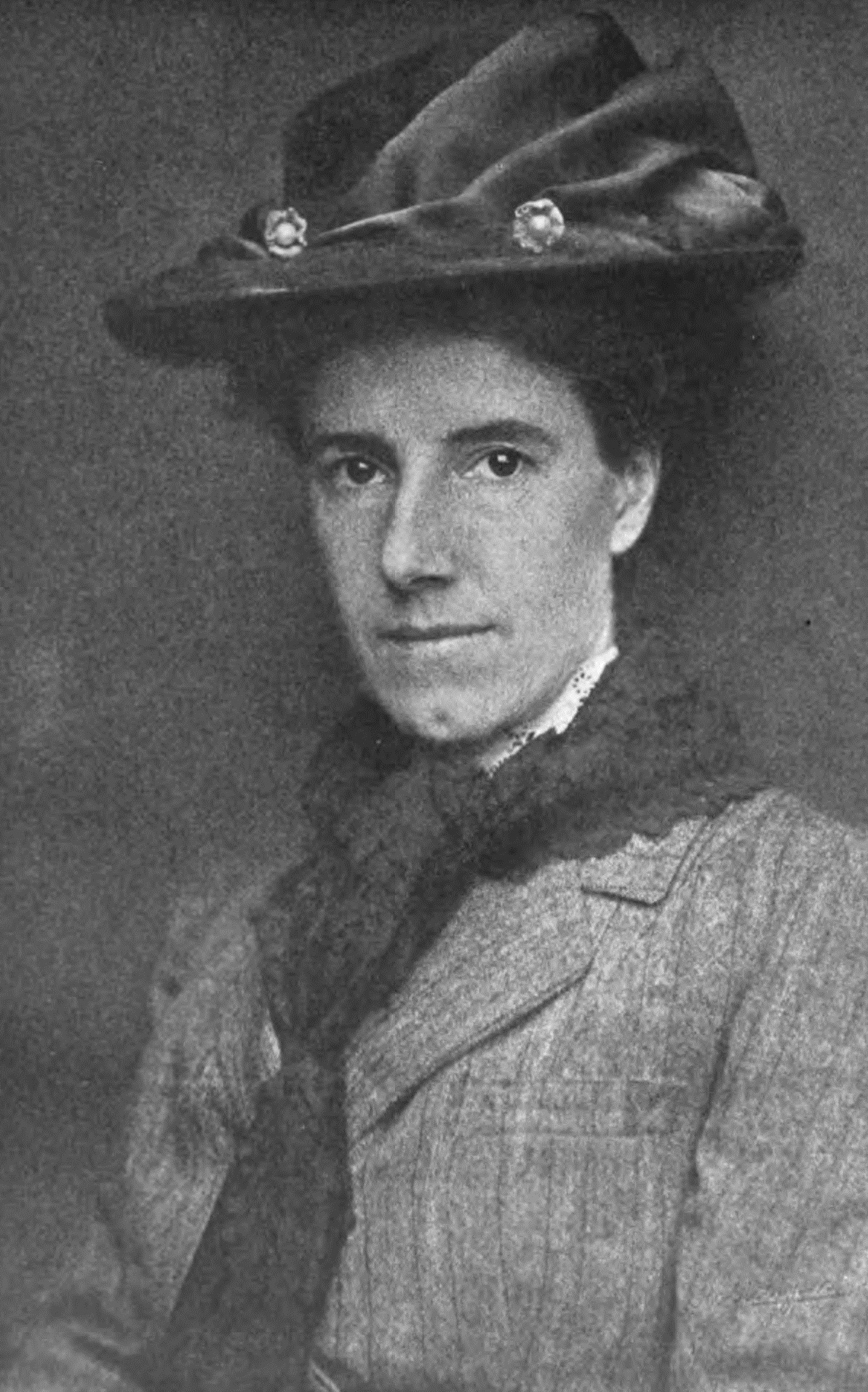
Шарлотта Перкінс Гілман (1860—1935)
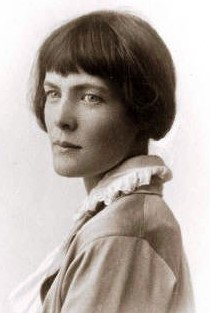
Гільда Дулітл (1886—1961)
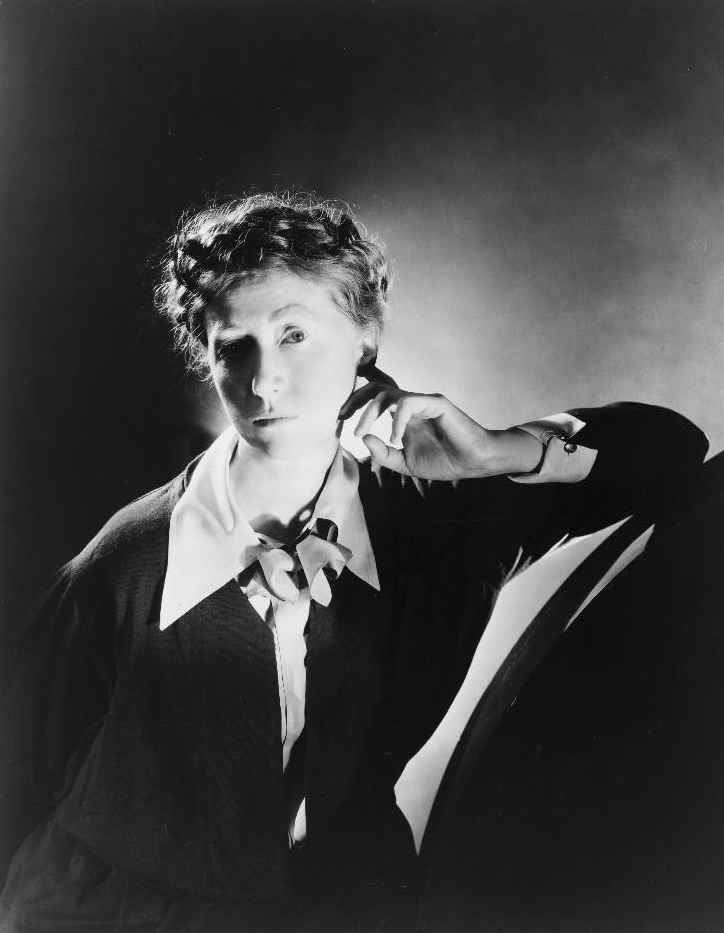
Маріанна Мур (1887—1972)
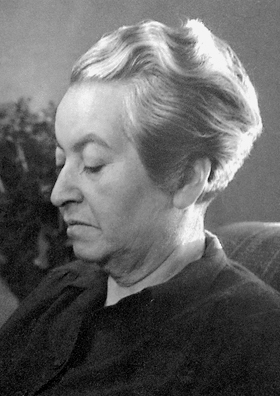
Габрієла Містраль (1889—1957)
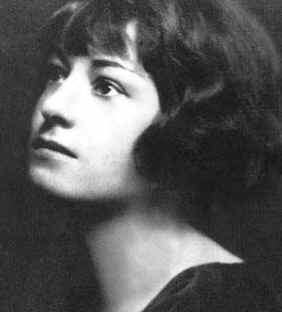
Дороті Паркер (1893—1967)
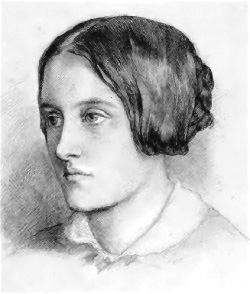
Крістіна Россетті (1830—1894)
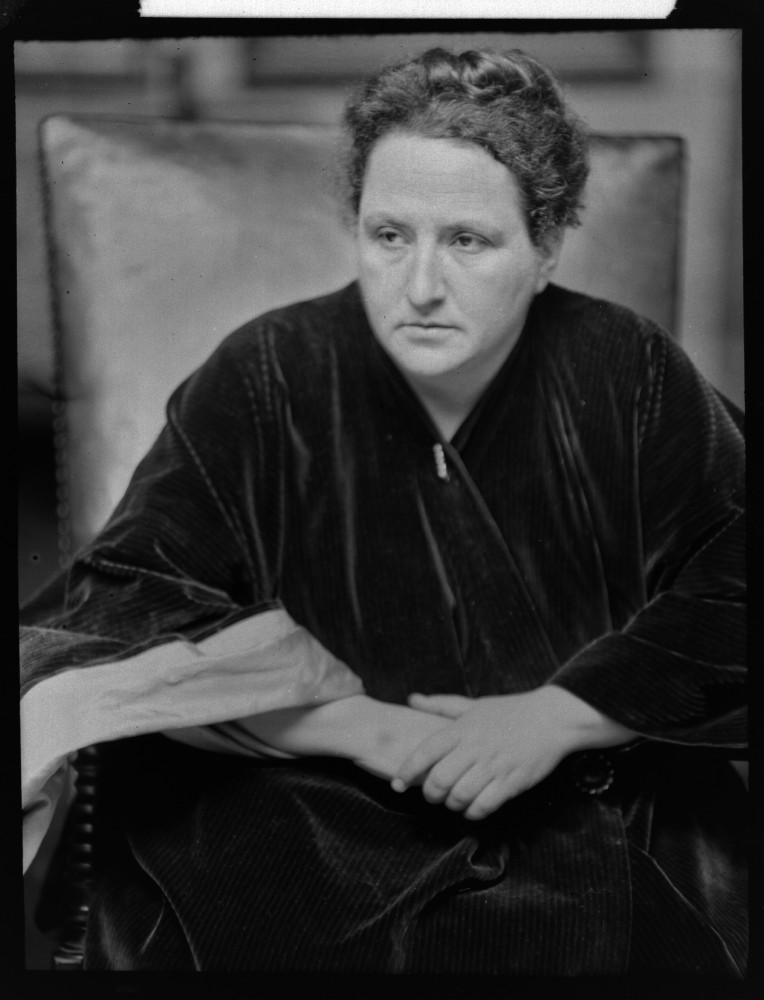
Гертруда Стайн (1874—1946)
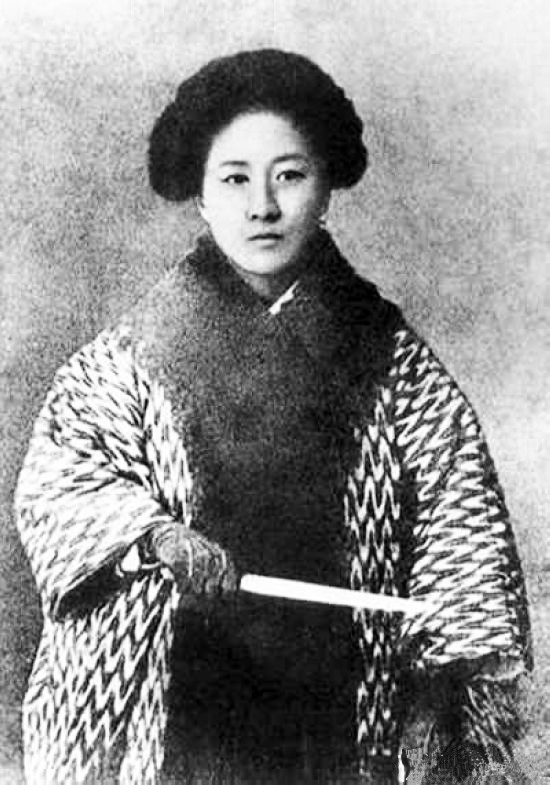
Цю Цзінь (1875—1907)
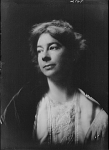
Сара Тісдейл (1884—1933)
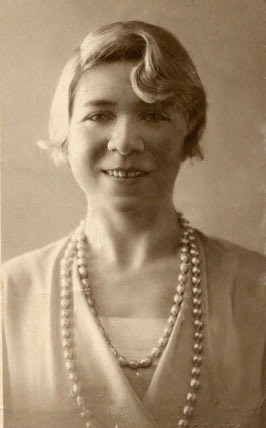
Альфонсина Сторні (1892—1938)
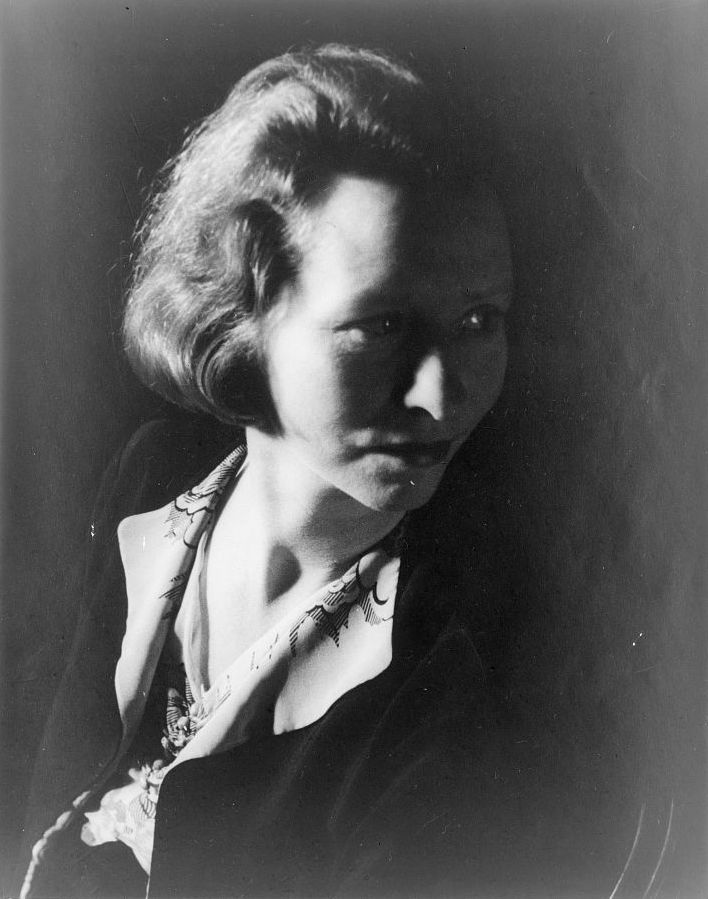
Една Сент-Вінсент Міллей (1892—1950)
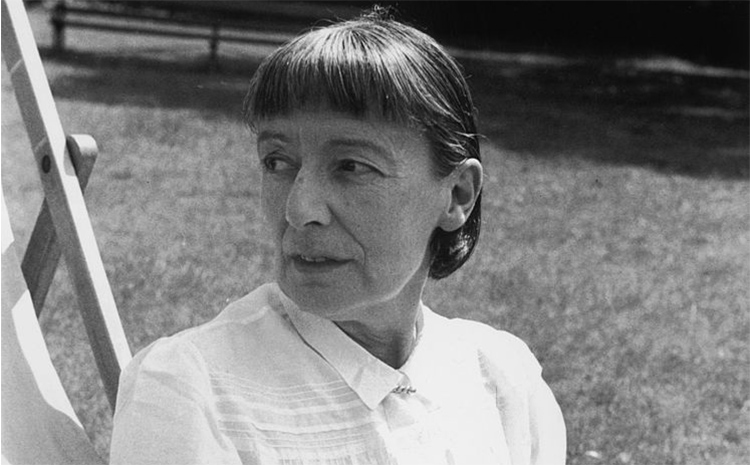
Стіві Сміт (1902—1971)
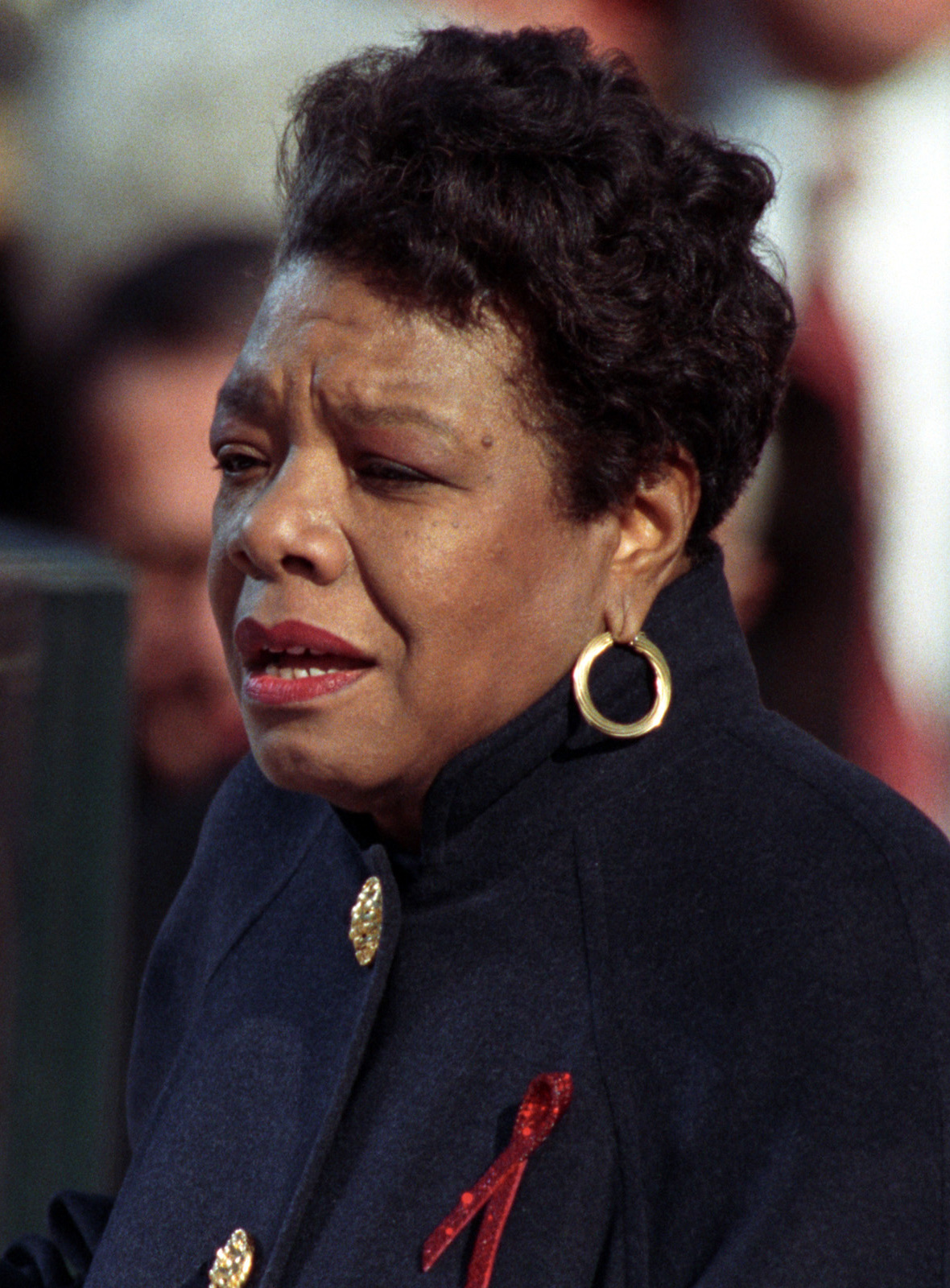
Мая Енджелоу (1928—2014)
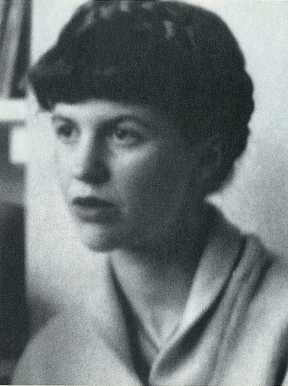
Сильвія Плат (1932—1963)
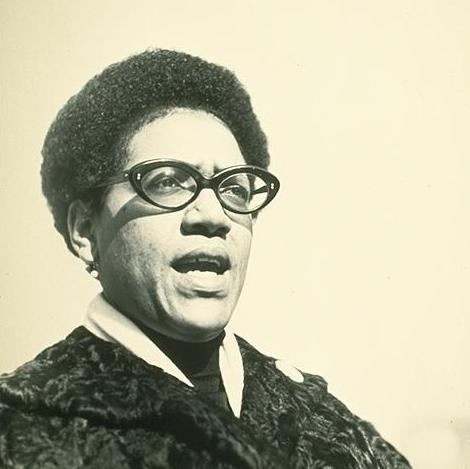
Одрі Лорд (1934—1992)
Люсіль Кліфтон (1934—2010)
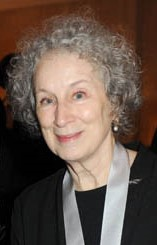
Маргарет Етвуд (1939)
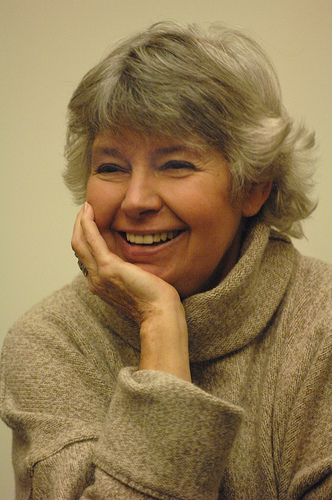
Робін Морган (1941)
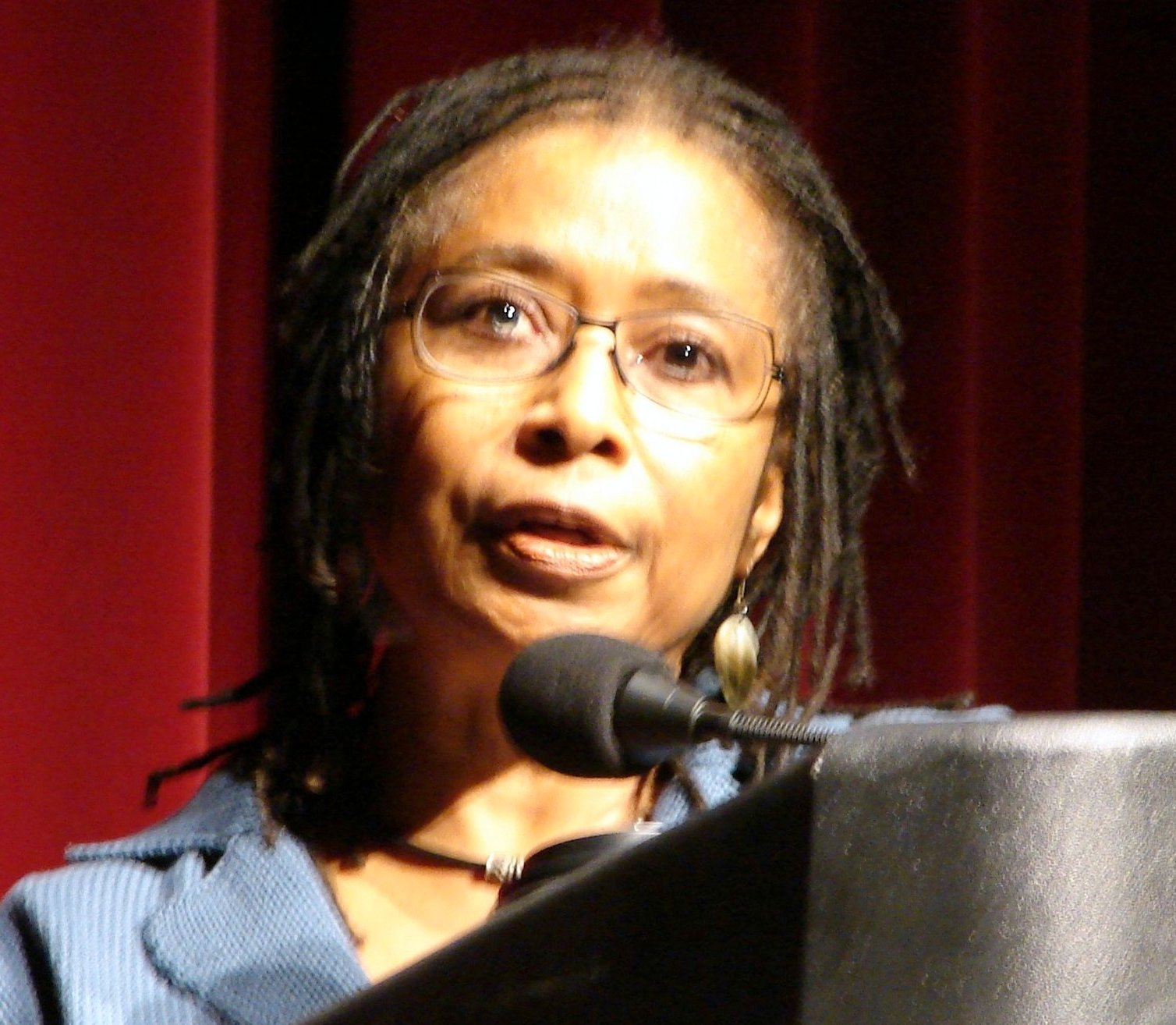
Еліс Вокер (1944)

## A
- Кеті Акер (1947—1997), американська експериментальна новелістка, панк-поетеса, постмодерністка і секс-позитивна феміністська письменниця.
- Ельвія Ардалані[en] (нар. 1963), мексиканська поетеса, письменниця і сказителька.
- Маріам Джафарі Арзамані[en] (нар. 1977), іранська поетеса, сонетистка, публіцистка, літературний критик, перекладачка.
- Джін Мері Ауел (нар. 1936), американська екофеміністська фантастка.

## Б
- Едді Л. Баллоу[en] (1837—1916), американська поетеса і суфражистка.
- Джуна Барнс (1892—1982), американська модерністська лесбійська письменниця.
- Афра Бен (1640—1689), драматург Англійської Реставрації, одна з перших англійських професійних письменниць-жінок.
- Елізабет Бішоп (1911—1979), американська поетеса й авторка оповідань.
- Еаван Боланд[en] (нар. 1944), ірландська поетеса.
- Софія Елізабет Бреннер (1659—1730), шведська письменниця, поетеса, феміністка і господиня салону.
- Ольга Брумас[en] (нар. 1949), грецька поетеса, живе у США.

## В
- Енн Вальдман[en] (нар. 1945), американська поетеса.
- Елінор Вайлі[en] (1885—1928), американська поетеса і прозова авторка.
- Філіс Вебб[en] (нар. 1927), канадська поетеса і радіоведуча.
- Розмарі Волдроп[en] (нар. 1935), американська поетеса, перекладачка і видавниця.
- Еліс Вокер (нар. 1944), американська феміністська письменниця, поетеса й активістка. Радикальна феміністка, авторка роману Барва пурпурова.
- Мерл Ву[en] (нар. 1941), азійська та американська вчителька, поетеса й активістка.
- Неллі Вун[en] (нар. 1934), китайсько-американська феміністська поетеса.

## Г
- Джейн Ітон Гамільтон[en] (нар. 1954), канадська поетеса, письменниця художньої літератури, фотографка, художниця.
- Гвен Гарвуд[en] (1920—1995), австралійська поетеса і лібретистка.
- Дороті Геветт[en] (1923—2002), австралійська феміністська поетеса, прозаїкиня, драматург і лібретистка.
- Елісон Гедж Кок[en] (нар. 1958), американська/канадська поетеса та редакторка.
- Френсіс Дана Баркер Гейдж[en] (1808—1884), американська письменниця, поетеса, реформаторка, феміністка й аболіціоністка.
- Мерилін Гекер[en] (нар. 1942), американська поетеса, перекладачка і критик.
- Шарлотта Перкінс Гілмен (1860—1935), американська соціолог, письменниця-фантастка, поетеса і лекторка руху за соціальні реформи.
- Сюзан Гов[en] (нар. 1937), американська поетеса, вчена, публіцистка і літературний критик; тісно пов'язана з Language poets.
- Гедвіг Горскі[en] (нар. 1949), американська поетеса, авторка, художниця, драматург і дослідниця.
- Джуді Гран[en] (нар. 1940), американська феміністка, лесбійська поетеса.
- Барбара Гуест[en] (1920—2006), американська поетеса й авторка.

## Д
- Керол Енн Даффі[en] (нар. 1955), шотландська поетеса і драматург; перша жінка і перша шотландська поетеса-лауреатка Великої Британії.
- Емілі Дікінсон (1830—1886), американська поетеса та гербаристка.
- Діана ді Пріма (1934—2020), американська поетеса та письменниця.
- Гільда Дулітл (1886—1961), американська поетеса, письменниця і мемуаристика; відома імажиністською поезією.
- Рейчел Блау ДюПлессі[en] (нар. 1941), американська поетеса й есеїстка, відома як феміністська критик і дослідниця.

## Е
- Мая Енджелоу (1928—2014), американська письменниця і поетеса.
- Музі Епіфані[en] (1935—1984), італійська письменниця і поетеса.
- Маргарет Етвуд (нар. 1939), канадська поетеса, письменниця, літературний критик, публіцистка й екологічна активістка. Авторка роману Оповідь служниці (1985).

## К
- Каролін Кізер[en] (нар. 1925), американська поетеса, лауреатка Пулітцерівської премії; визначається феміністською поезією.
- Люсіль Кліфтон (1936—2010), американська письменниця й освітянка.
- Марі Кольєр[en] (біля 1688—1762), англійська поетеса.
- Джені Кузин[en] (нар. 1942), канадська поетеса й упорядниця антології осушення Південної Африки.

## Л
- Деніс Левертов[en] (1923—1997), американська поетеса, народжена в Британії.
- Анна Марія Ленгрен (1754—1817), шведська письменниця, поетеса, перекладачка та салоністка.
- Сью Леньєр[en] (нар. 1957), англійська поетеса та авторка п'єс.
- Міна Лой (1882—1966), художниця, письменниця, поетеса, сценаристка, новелістка, футуристка, акторка дизайнерка ламп та представниця богеми. Одна з останніх у першому поколінні модерну, що заслужила визнання посмертно.
- Патриція Локвуд (нар. 1982), американська поетеса та есеїстка.
- Одрі Лорд (1934—1992), карибсько-американська письменниця, поетеса та активістка.

## М
- Ейлін Майлс[en] (нар. 1949), американська поетеса та письменниця, отримувачка Гранта Ґуґґенгайма та ЛГБТІК+-активістка.
- Кріс Манселл[en] (нар. 1953), австралійська поетеса та видавниця.
- Една Сент-Вінсент Міллей (1892—1950), американська лірична поетеса, авторка п'єс та феміністка.
- Габрієла Містраль (1889—1957), чилійська феміністська поетеса, освітянка, дипломатка; перша латиноамериканка, що була вшанована Нобелівською премією з літератури.
- Барбара Мор[en] (1936—2015), американська феміністка руху Богині.
- Робін Морган (нар. 1941), американська поетеса, авторка, політична теоретик та активістка, журналістка, лекторка. Лідерка американського фемінізму другої хвилі.
- Маріанна Мур (1887—1972), американська модерністська поетеса, перекладачка та письменниця.

## Н
- Кішвар Нахід[en] (нар. 1940), поетеса урду з Пакистану, відома новаторською феміністською поезією.
- Лорін Нідекер[en] (1903—1970), американська поетеса; єдина жінка, асоційована з поетичним об'єктивізмом.
- Гедвіга Шарлотта Норденфлайт (1718—1763), шведська поетеса, феміністка та господиня салону.
- Еліс Нотлі[en] (нар. 1945), американська поетеса та феміністка.

## О
- Алісія Острайкер[en] (нар. 1937), американська дослідниця, єврейська феміністська поетеса.

## П
- Сильвія Панкгерст (1882—1960), англійська суфражистка і феміністстка поетеса.
- Дороті Паркер (1893—1967), американська поетеса, авторка оповідань, критик та сатирик.
- Грейс Пейлі (1922—2007), американо-єврейська авторка оповідань, поетеса, політична активістка.
- Сильвія Плат (1932—1963), американська феміністська поетеса, новелістка та авторка оповідань.
- Ката Поллітт[en] (нар. 1949), американська феміністська поетеса, есеїстка та критик.

## Р
- Джудіт Райт[en] (1915—2000), австралійська поетеса, екологічна активістка і борчиня за права аборигенів на землю.
- Фахміда Ріаз[en] (нар. 1946), письменниця урду, поетеса, феміністка з Пакистану.
- Ріта М. Різ[en], американська поетеса, художня письменниця та видавниця лесбійської поезії.
- Адрієнн Річ (1929—2012), американська поетеса, есеїстка та феміністка.
- Дороті Річардсон (1873—1957), англійська новелістка, есеїстка та авторка оповідань.
- Лола Рідж[en] (1873—1941), анархічна поетеса та впливова редакторка авангарду, феміністських та марксистських публікацій.
- Етель Ролт-Вілер[en] (1869—1958), англійська поетеса, авторка, журналістка.
- Крістіна Росетті (1830—1894), англійська поетеса, створила багато розмаїтої романтичної, релігійної та дитячої поезії.
- Мюріель Рукейсер[en] (1913—1980), американська поетеса та політична активістка.

## С
- Соня Санчез[en] (нар. 1934), афроамериканська поетеса, пов'язана з Black Arts Movement.
- Сапфо (бл. 6 ст. до н. е.), давньогрецька поетеса; одна з дев'яти ліриків, винахідниця сапфічної строфи, перша авторка лесбійських текстів.
- Нандіні Саху[en] (нар. 1973), індійська поетеса, що пише англійською.
- Мей Свенсон[en] (1913—1989), американська поетеса і драматург.
- Енн Секстон (1928—1974), американська поетеса, відома глибоко особистим, сповідальним віршем.
- Едіт Сітвелл (1887—1964), британська поетеса і критик, старша із трьох Сітвелл у літературі.
- Стіві Сміт (1902—1971), англійська поетеса і прозова авторка.
- Гертруда Стайн (1874—1946), американська письменниця, поетеса і колекціонерка, провела більшу частину життя у Франції.
- Альфонсина Сторні (1892—1938), швейцарсько-аргентинська поетеса в жанрі модернізму.
- Едіт Сітвелл (1887—1964), британська поетеса і критик, старша із трьох Сітвелл у літературі.

## Т
- Сара Тісдейл (1884—1933), американська лірична поетеса.

## У
- Леся Українка (1871—1913), українська феміністична драматург, літераторка, перекладачка, фольклористка, учасниця жіночого руху.

## Ф
- Мері Еліза Фуллертон[en] (1868—1946), австралійська феміністська поетеса, новелістка, журналістка і письменниця.
- Еліс Фултон[en] (нар. 1952), американська авторка і поетеса.

## Х
- Лін Хеджинян[en] (нар. 1941), американська поетеса, есеїстка, перекладачка і видавниця.
- Халіма Худайбердієва[en] (нар. 1947), узбецька поетеса, народна поетеса Узбекистану.

## Ц
- Марина Цвєтаєва (1892—1941), російська і радянська поетеса.
- Цю Цзінь (1875—1907), китайська революціонерка, феміністка та письменниця.

## Ш
- Парвін Шакір[en] (1952—1994), поетеса урду, вчителька та держслужбовиця Уряду Пакистану.
- Джо Шепкотт[en] (нар. 1953) — англійська поетеса, редакторка, викладачка.
- Єлена Ширман[en] (1908—1942), російська поетеса.

## Я
- Міцуе Ямада[en] (нар. 1923), японсько-американська активістка, феміністка, публіцистка, поетка, письменниця, редакторка, професор.